# Zdeněk Barták (kapelník)
Zdeněk Barták (13. července 1928 – 26. ledna 2018) byl český kapelník, hráč na hoboj a dlouholetý rozhlasový hudební redaktor. Jeho syn je hudební skladatel Zdeněk Barták a jeho vnuk je herec, zpěvák, pianista a hudební skladatel Daniel Barták.

## Život
Studoval hru na hoboj (1944–1950) a poté čtyři roky dirigování a skladbu na pražské konzervatoři. Již během studia hrál na hoboj v Orchestru Karla Vlacha ve hře Divotvorný hrnec.
Posléze sám sestavil svou vlastní kapelu Zet-Be-Club Praha, jejíž obsazení tvořili studenti a hudebníci jazzové orientace. Od roku 1949 již jako Orchestr Zdeňka Bartáka vystupovali v pražském Paláci Lucerna, či v Divadle E. F. Buriana, a po roce 1969 získali angažmá ve vídeňské lední revue.
S orchestrem vystupovala řada českých zpěváků a zpěvaček, např. Richard Adam, Petra Černocká, Jiřina Salačová, Yvetta Simonová, Milan Chladil, Jiří Štědroň, Karel Bláha nebo Naďa Urbánková a další.